# Solrød Kirke
Solrød Kirke, beliggende i landsbyen Solrød, ca. 11 kilometer nord for Køge, i Solrød Kommune.

## Historie
Tekst mangler, hjælp os med at skrive teksten

## Kirkebygningen
Tekst mangler, hjælp os med at skrive teksten

## Interiør
Tekst mangler, hjælp os med at skrive teksten

## Gravminder
- Gravsted ved kirken